# Faro Serrano
El Faro Serrano, también conocido como Faro Península Serrano o antiguo faro de Iquique es un faro activo ubicado en la rada de Iquique, I Región de Tarapacá, Chile. Fue construido en 1878, siendo Iquique territorio peruano, por la empresa francesa Barnier & Fenestre. Consiste en una torre cilíndrica de 22 metros de altura rodeada por cuatro tirantes de hierro fundido. Fue declarado monumento histórico nacional el 10 de abril de 1986.

## Historia
En 1875, el gobierno del Perú encargó la construcción de un conjunto de faros a lo largo de su costa a la firma francesa Barbier & Fenestre, a través del ciudadano francés residente en Lima L. V. de Champeaux. Entre ellos se contaba un faro a ubicarse en la isla de Iquique, en ese entonces, un promontorio rocoso frente al puerto de Iquique.
Comenzó su operación en 1879, meses antes del comienzo de la Guerra del Pacífico, y continuó funcionando hasta 1946, cuando se conectó la isla al continente a través del llamado molo de abrigo, convirtiéndose en la península Serrano. En 1947 iniciaron sus funciones dos faros automáticos: el del Molo de Abrigo y el de Punta Gruesa.
El 10 de abril de 1986 fue declarado monumento histórico nacional por medio del DS 138.
Se sometió un proceso de reparación y restauración en 1993, reanudando su operación en noviembre de 1995 y se encuentra activo hasta la actualidad.
En la actualidad, se encarga de su mantenimiento el Servicio de Señalización Marítima de la Armada de Chile.

## Características
La estructura del faro consiste en una torre cilíndrica de hierro fundido rodeada de cuatro tirantes, el cual era el diseño típico de los faros de factura francesa; esto lo convierte en uno de los pocos ejemplos que se conservan de esta hechura en la actualidad.
A través de una escalera de caracol se puede acceder a la lámpara. Ésta tenía un mecanismo que le permitía rotar en 180° y funcionaba con aceite; en 1910, el aceite fue reemplazado por gas acetileno. Asimismo, en un comienzo era operado por los guardianes del faro, pero fue automatizado.
Mide 22 metros de altura y tiene una luz blanca, que emite a intervalos de solo 12 segundos, y alcanza 19 millas náuticas.